# Oskari Valtola
Oskari Valtola, född 3 januari 1976 i S:t Michel, är en finländsk läkare och politiker (Samlingspartiet). Han är ledamot av Finlands riksdag sedan 2023. 
Valtola blev invald i riksdagen i riksdagsvalet 2023 med 4 335 röster från Sydöstra Finlands valkrets.